# Bukówka (powiat starachowicki)
Bukówka – wieś w Polsce, położona w województwie świętokrzyskim, w powiecie starachowickim, w gminie Pawłów.
Razem z miejscowością Zbrza tworzy sołectwo Bukówka-Zbrza.
W latach 1975–1998 miejscowość administracyjnie należała do województwa kieleckiego.
Wierni Kościoła rzymskokatolickiego należą do parafii św. Jana Chrzciciela w Pawłowie.

## Części wsi
| SIMC    | Nazwa         | Rodzaj    |
| ------- | ------------- | --------- |
| 0260050 | Kobiałki      | osada     |
| 0260066 | Nowa Bukówka  | część wsi |
| 0260072 | Stara Bukówka | część wsi |
| 0260089 | Zapniów       | część wsi |

## Historia
W wieku XIX Bukówka opisana była jako wieś w powiecie iłżeckim, gminie Chybice, parafii Pawłów.
W roku 1862 we wsi było 13 domów, 103 mieszkańców, 96 mórg roli.
Od XVI do XIX wieku
Na przestrzeni lat miejscowość  występuje dokumentach jako: Bukowa (1470-80), Bukowka (1508), Bukovka (1510), Bukowka alias Bukowska (1529), Bukowka (1530), Bucowka (1531, 1536), Bukowka (1532), Bukówka (1827).
Administracyjnie podlega od: 1508 r. powiat sandomierski (Pawiński K.M 461), od 1827 powiat opatowski, od 1510 parafia Pawłów.
Graniczy – w latach 1470–80 graniczy z Pawłowem (Długosz L.B. T.III s. 237).
Własność
Wieś stanowiła własność szlachecką, w 1536 roku nie doszło do jej przejęcia przez klasztor świętokrzyski, do zamiany doszło na innych warunkach (w roku 1536 w zamian za dobra koniemłockie klasztor świętokrzyski miał uzyskać m.in. część wsi Bukówki).
- 1508 – dziedzicem był Marcin Broniowski dziedzic Zapniowa, części Broniczkowic i Bukówki (Pawiński Kod.Małana 461),
- 1510 – z części Broniowskiego pobór z 1 kwarty i od 2 zagrodnik z rolą[8],
- 1530-1 – z części Broniowskiego pobór z 2 kwart[8],
- 1532 – z części Broniowskiego pobór z 1/2 łana[8],
- 1564-5 – własność szlachecka pobór z 3/4 łana[9],
- 1577 – Marcin Broniowski daje pobór z 3/4 łana[8],
- 1578 – z części Marcina Broniowskiego pobór od 5 kmieci na 2 1/2 łana, 1 zagrodnik z rolą, 1 zagrodnik z ogrodem (Pawiński K.M. 191),
- 1629 – Krzysztof Broniowski daje pobór od 5 kmieci na 2,5 łana, 1 zagrodnik z rolą, 1 zagrodnik z ogrodem[10],
- 1662 – pogłówne od Mstowskiego, 3 czeladzi folw. i 31 mieszkańców wsi[8],
- 1673 – pogłówne od Mstowskiego i 34 mieszkańców wsi (ib. 236),
- 1674 – pogłówne od 34 mieszkańców wsi (ib. 405v),
- 1674 – pogłówne od 36 czeladzi folwarcznej i mieszkańców wsi (ib. 459),
- 1787 – liczy 80 mieszkańców, w tym 4 Żydów,
- 1827 – ma 14 domów i 52 mieszkańców.

Od 1529 dziesięcina snopowa należy do plebana Pawłowa; od 1854 dziesięcina snopowa i pieniężna należy do plebana Pawłowa.